# Salvador-Nunatak
Der Salvador-Nunatak ist ein Nunatak im Norden des ostantarktischen Viktorialands. Im südwestlichen Teil der Freyberg Mountains ragt er 3 km nördlich des Schumann-Nunataks auf.
Der United States Geological Survey kartierte ihn anhand eigener Vermessungen und Luftaufnahmen der United States Navy aus den Jahren von 1960 bis 1964. Das Advisory Committee on Antarctic Names benannte ihn im Jahr 1969 nach Anthony Salvador, Ionosphärenphysiker auf der McMurdo-Station im Jahr 1967.